# Idioma zayse-zergulla
Zayse-Zergulla es el título combinado para los dos dialectos estrechamente relacionadas de Zayse (también Zaysete, Zaisse, Zaysite, Zaysse) y Zergulla (o Zergula). La división puede ser más larga entre de líneas étnicas o geográficas que lingüísticas. Es una lengua Afro-Asiatica Omótica, y es hablada en la parte suroeste de Etiopía, al oeste inmediato del Lago Chamo. Es similar al dialecto Gidicho de la lengua Koorete.